# 名古屋市立高見小学校
名古屋市立高見小学校（なごやしりつ たかみしょうがっこう）は、愛知県名古屋市千種区高見一丁目にある公立小学校。

## 歴史

### 沿革
- 1933年（昭和8年）9月1日 - 名古屋市高見尋常小学校として設立[2]。
- 1941年（昭和16年）4月1日 - 名古屋市高見国民学校と改称[2]。
- 1947年（昭和22年）4月1日 - 名古屋市立高見小学校と改称[2]。
- 1957年（昭和32年）2月21日 - 校歌として「さくらのにわに」を制定[2]。

### 児童数の変遷
『愛知県小中学校誌』（2018年）によると、児童数の変遷は以下の通りである。
| 1947年（昭和22年） | 655人   |  |
| 1957年（昭和32年） | 1,534人 |  |
| 1967年（昭和42年） | 1,534人 |  |
| 1977年（昭和52年） | 1,476人 |  |
| 1987年（昭和62年） | 1,266人 |  |
| 1997年（平成9年）  | 746人   |  |
| 2007年（平成19年） | 453人   |  |
| 2017年（平成29年） | 506人   |  |

## 通学区域
- 全域が名古屋市千種区に含まれる。
  - 池下町[4]
  - 池下一丁目・同二丁目[4]
  - 覚王山通7丁目[4]
  - 神田町（一部）[4]
  - 向陽町[4]
  - 向陽一丁目[4]
  - 振甫町[4]
  - 高見一丁目・同二丁目[4]
  - 田代町字岩谷[4]
  - 田代町字四観音道西（一部）[4]
  - 田代町字蝮池上[4]
  - 千種町字茂左裏[4]
  - 仲田一丁目・同二丁目[4]
  - 若水一丁目・同二丁目[4]
  - 若水三丁目（一部）[4]

## 進学先
- 名古屋市立若水中学校[5]

## 著名な出身者
- 干場弓子（編集者、文筆家、実業家、ディスカヴァー・トゥエンティワン創業者・前取締役社長）